# Vintervikens kolonilottsområde

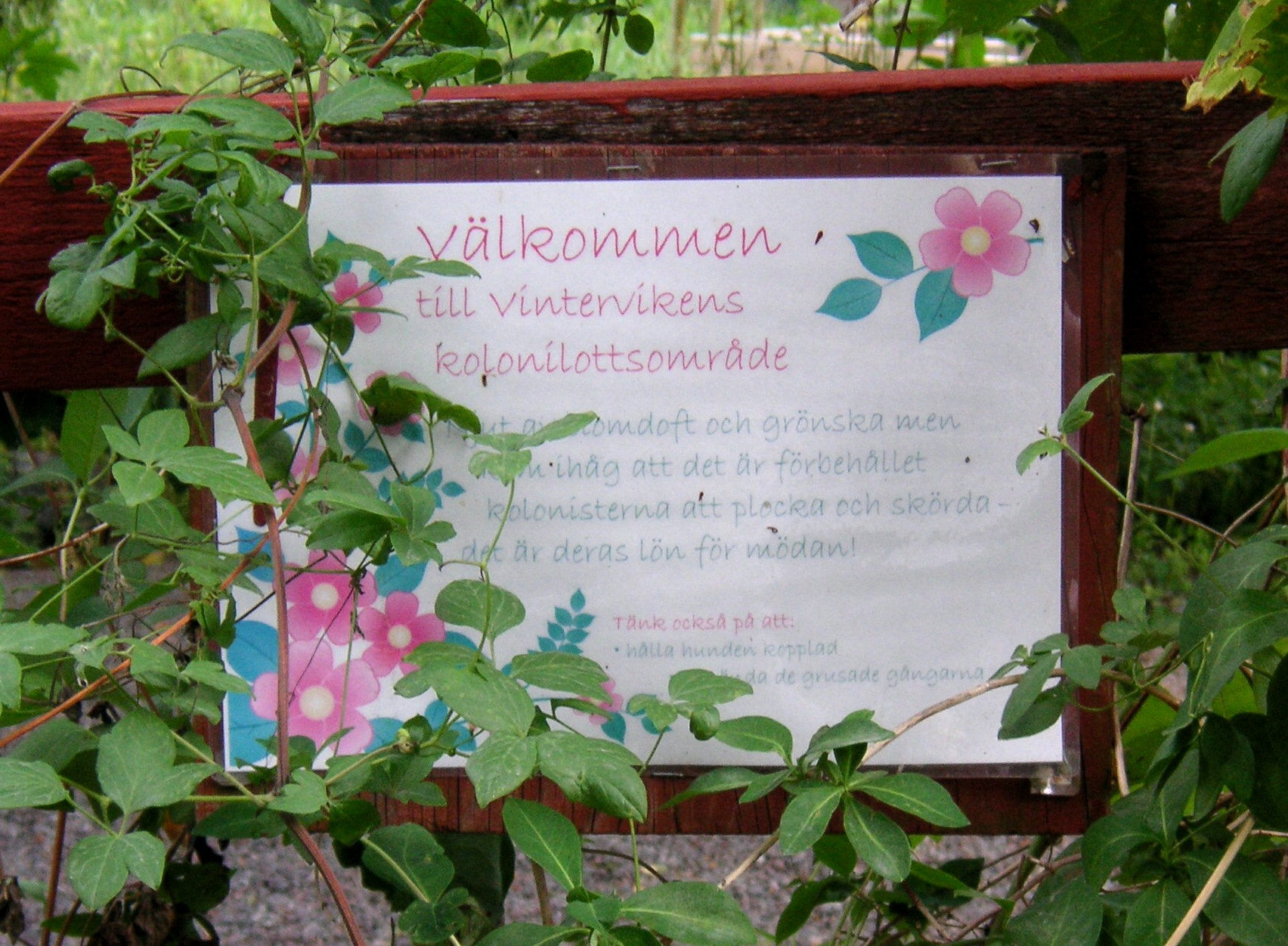
Vintervikens kolonilottsområde i juli 2010

Vintervikens kolonilottsområde  är en koloniträdgård i Vintervikens dalgång i stadsdelen Aspudden i södra Stockholm. Kolonin började anläggas i mitten av 1970-talet.
Kolonilottsområdet var tidigt odlad mark och tillhörde Alfred Nobels dynamitfabrik som flyttade hit från Heleneborg år 1865. Tillverkning av sprängmedel slutade 1921 och 1972 köpte Stockholms kommun området. 
I en stor upprustning av hela Vinterviken iordningställde kommunen efter 1974 en park, skulpturstråk och promenadvägar med sittplatser efter landskapsarkitekten Torbjörn Anderssons ritningar.
På våren 1974 började Bruno Blomgren, en av Vintervikens kolonilottsföreningens eldsjälar, försöken med att få igång en kolonirörelse i Vinterviken och snart fanns 36 intresserade kolonister. Men det fanns även andra intressenter för området, bland dem Stockholms Allmänna Lawntennisklubb, som ville bygga tennishall och parkeringsplatser. År 1975 bildades en interimsstyrelse för Vintervikens kolonilottsområde.  Efter många turer med Stockholms kommun och fastighetskontoret samt massmedial uppmärksamhet fick man till slut tillstånd att anordna kolonilotter.
Idag finns 81 odlingslotter i Vintervikens kolonilottsförening, de flesta är ca 100 m² stora. Området är uppdelat i en östra och en västra avdelning. Inga kolonistugor får i dagsläget uppföras, däremot är spaljéer tillåtna. Närmare 150 personer står i kön (2010) och väntetiden är minst 6 - 7 år.

## Bilder
Vintervikens kolonilottsområde i juli 2010.

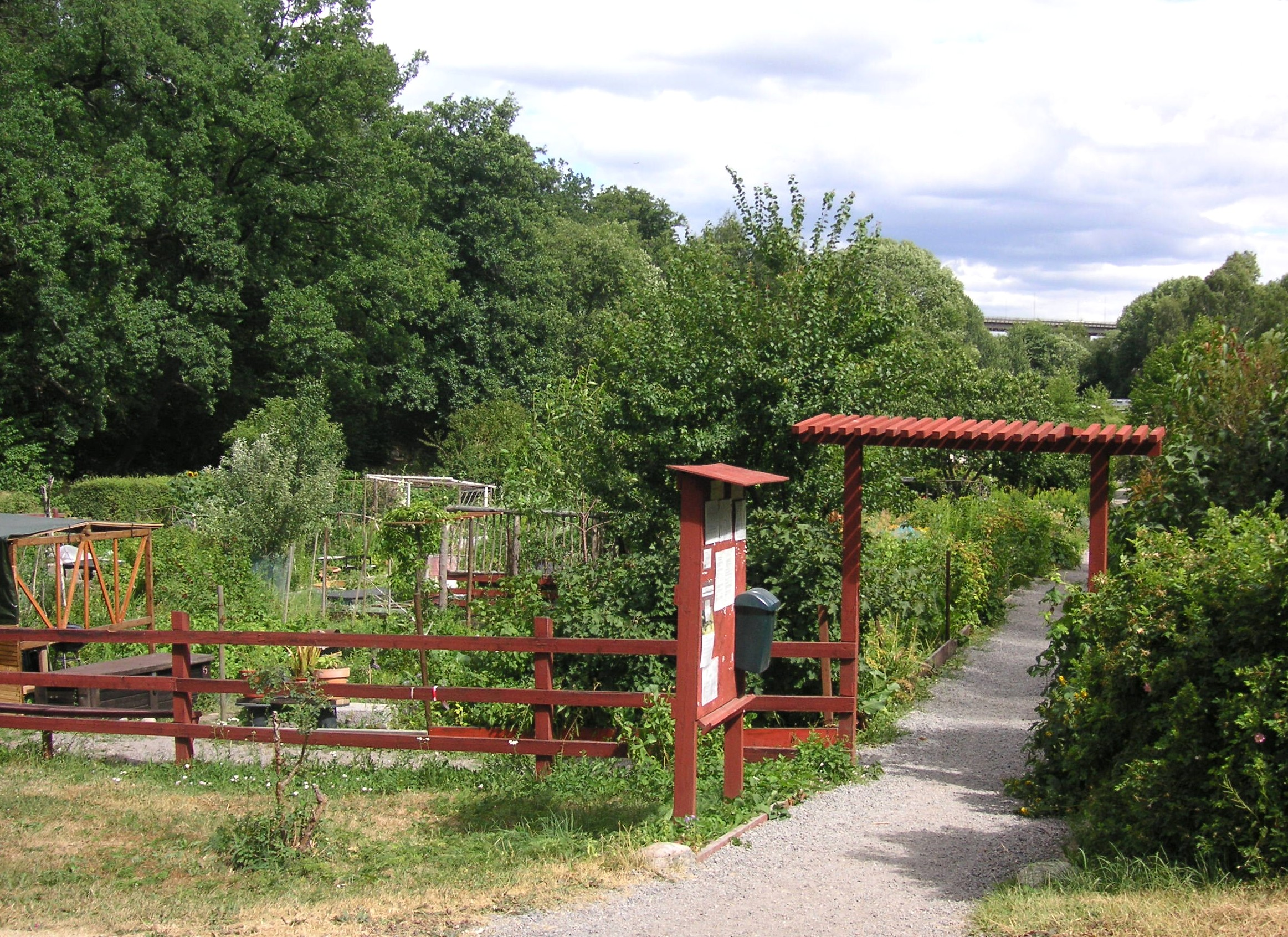
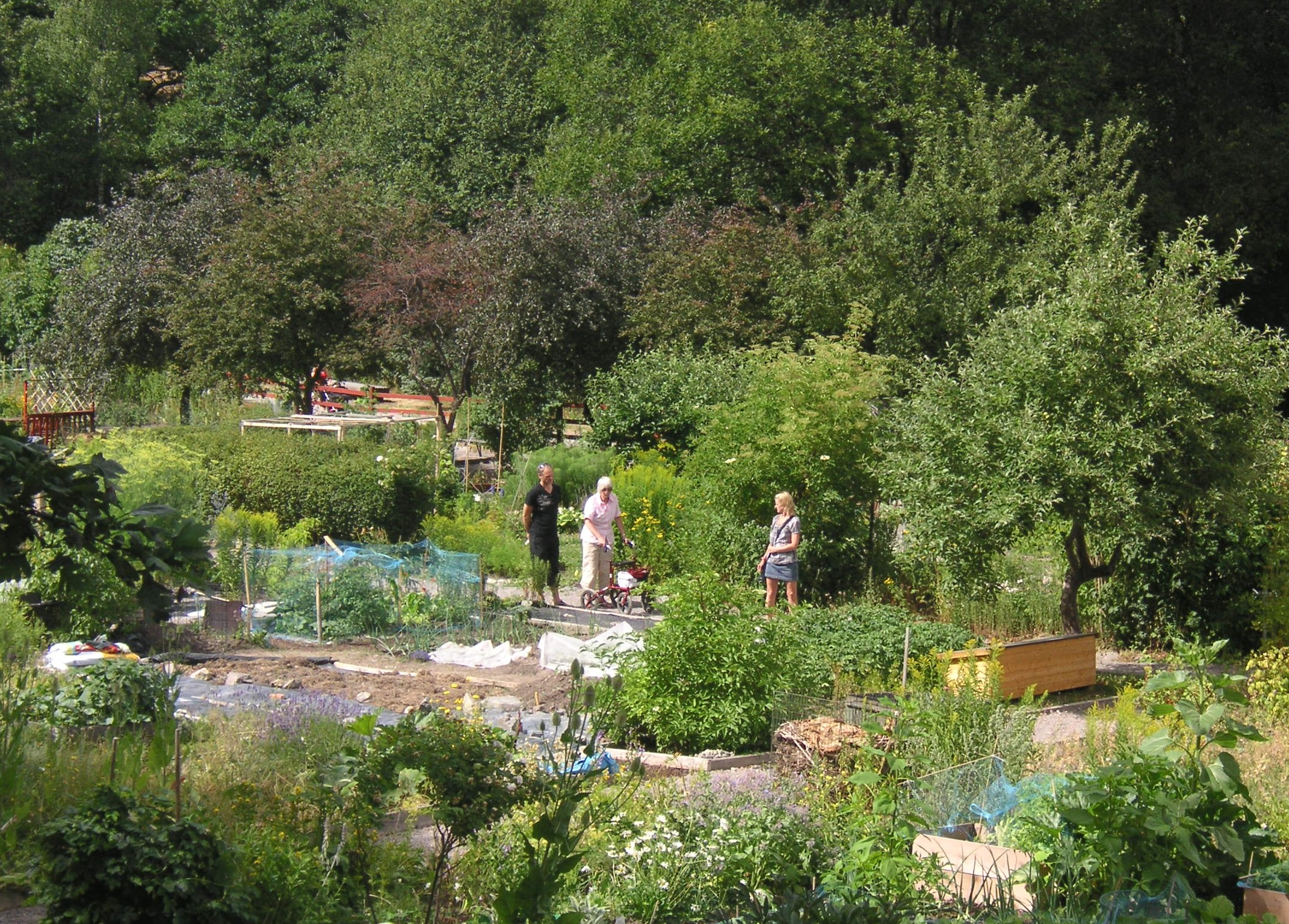
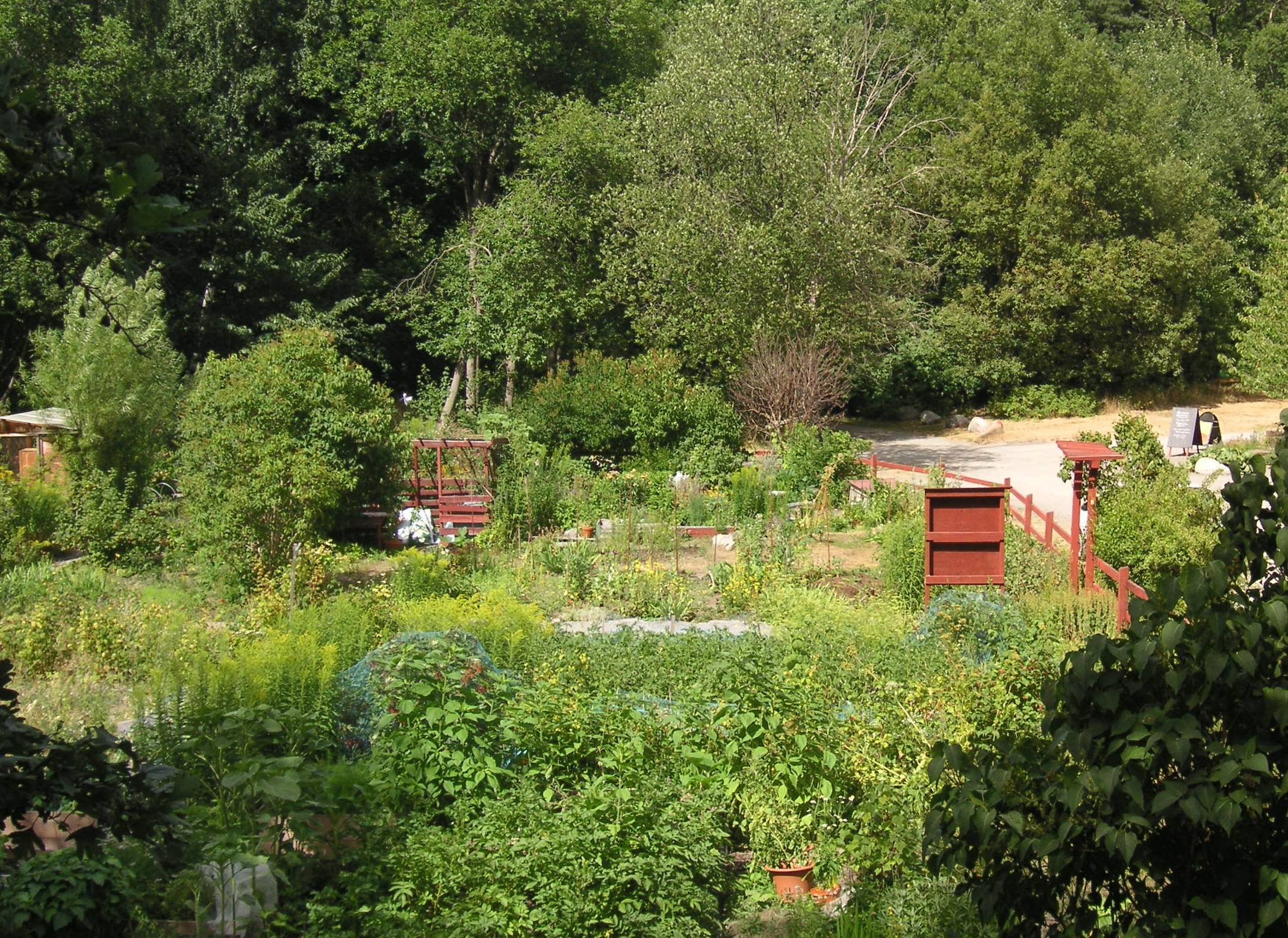
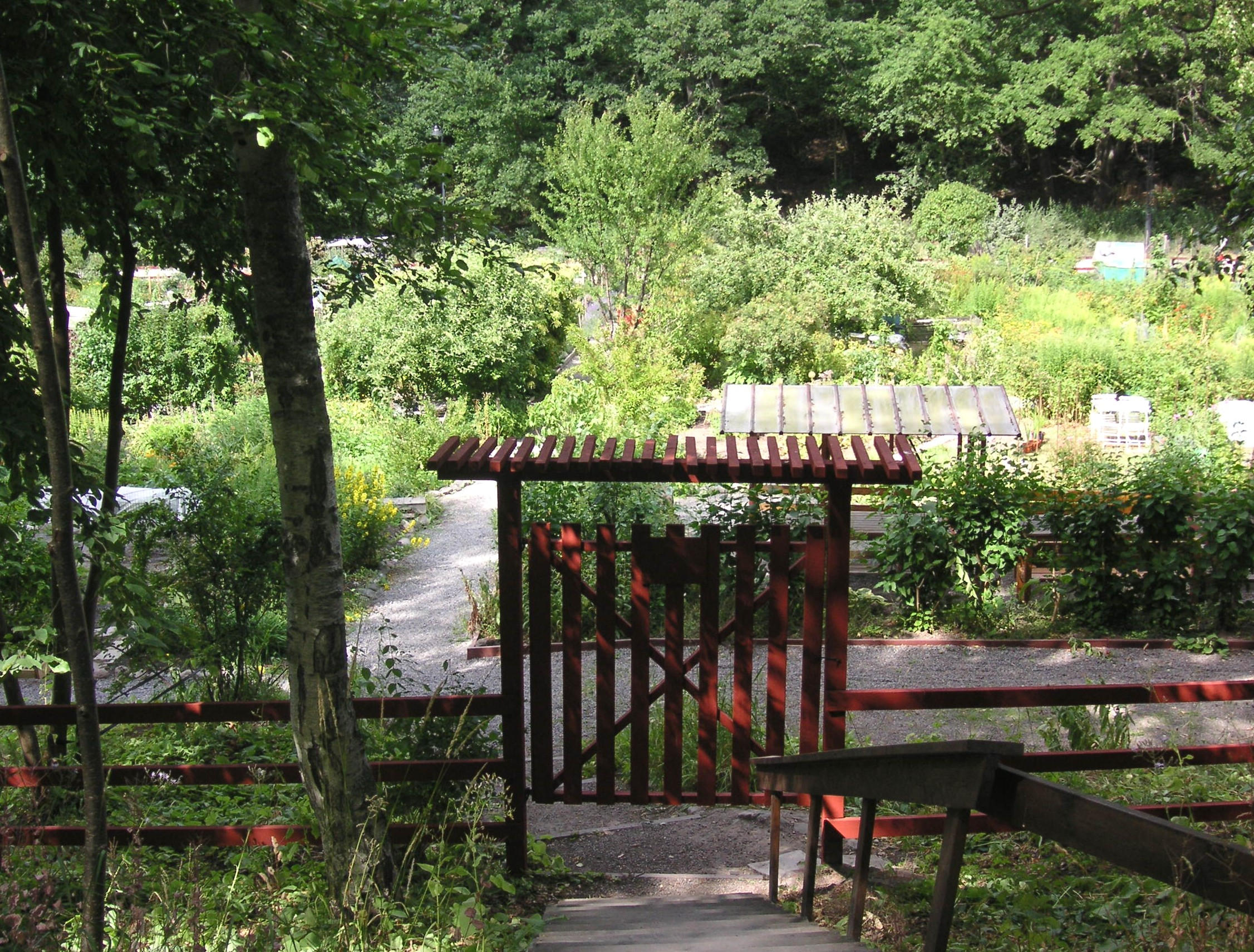